# 이로도리 미치루
이로도리 미치루(일본어: 彩 みちる いろどり みちる[*], 10월 19일 - )는 다카라즈카 가극단 츠키구미 소속 여역이다.
도쿄도 메구로구, 센조쿠가쿠엔 고등학교 출신이다. 키 163cm, 혈액형 A형이다. 애칭은 "미치루"이다.

## 약력
2011년, 다카라즈카 음악학교에 입학하였다
2013년, 다카라즈카 가극단 99기생으로 입단. 입단 당시 성적은 12등이었다. 유키구미 공연 「베르사이유의 장미」로 초무대를 하였다.
2014년, 구미마와리를 거쳐 유키구미에 배속되었다.
2015년, 「별이 만나는 하룻밤」으로 신인공연 첫 히로인. 그 후 3번에 걸쳐 신인공연 히로인을 맡았다.
2016년, 「돈 주앙」 (KAAT카나가와예술극장/드라마시티 공연)으로 동상공연 첫 히로인을 맡았다.
2017년, 「CAPTAIN NEMO」 (일본청년관/드라마시티 공연)으로 2번째 동상공연 히로인을 맡았다.
2021년 11월 15일자로 츠키구미로 조 이동하였다.

## 인물
어머니가 뮤지컬, 다카라즈카를 좋아하고, 유키구미 팬이었다.
막연하게 다카라즈카를 동경하면서 뮤지컬과가 있는 고등학교에 진학했다. 진로를 결정할 때가 되어, 어머니로부터 "장래, 후회하지 않도록"이라고, 음악학교의 수험을 권유받았다. 음대에 진학 할 생각이었으나, 어머니의 말을 듣고 수험을 봤고, 한방에 합격하였다.
성격도 어머니로부터 물려받아 "생각한 것은 임에 담는다"는 타입이다. 원래는 남역 지망이었으나, 키가 작고 목소리가 높았기 때문에 여역이 되었다.

## 출연 이벤트
- 2017년 12월, 다카라즈카 스페셜 2017 『쥬템므・레뷰 -몽・파리 탄생 90주년-』
- 2018년 5월, 『개선문』 전야제
- 2018년 12월, 다카라즈카 스페셜 2018 『Say! Hey! Show Up!!』
- 2019년 12월, 다카라즈카 스페셜 2019 『Beautiful Harmony』

## TV출연
- 2019년 7월, 후지테레비 『2019 FNS 노래의 여름 축제』